# Fritz Umgelter

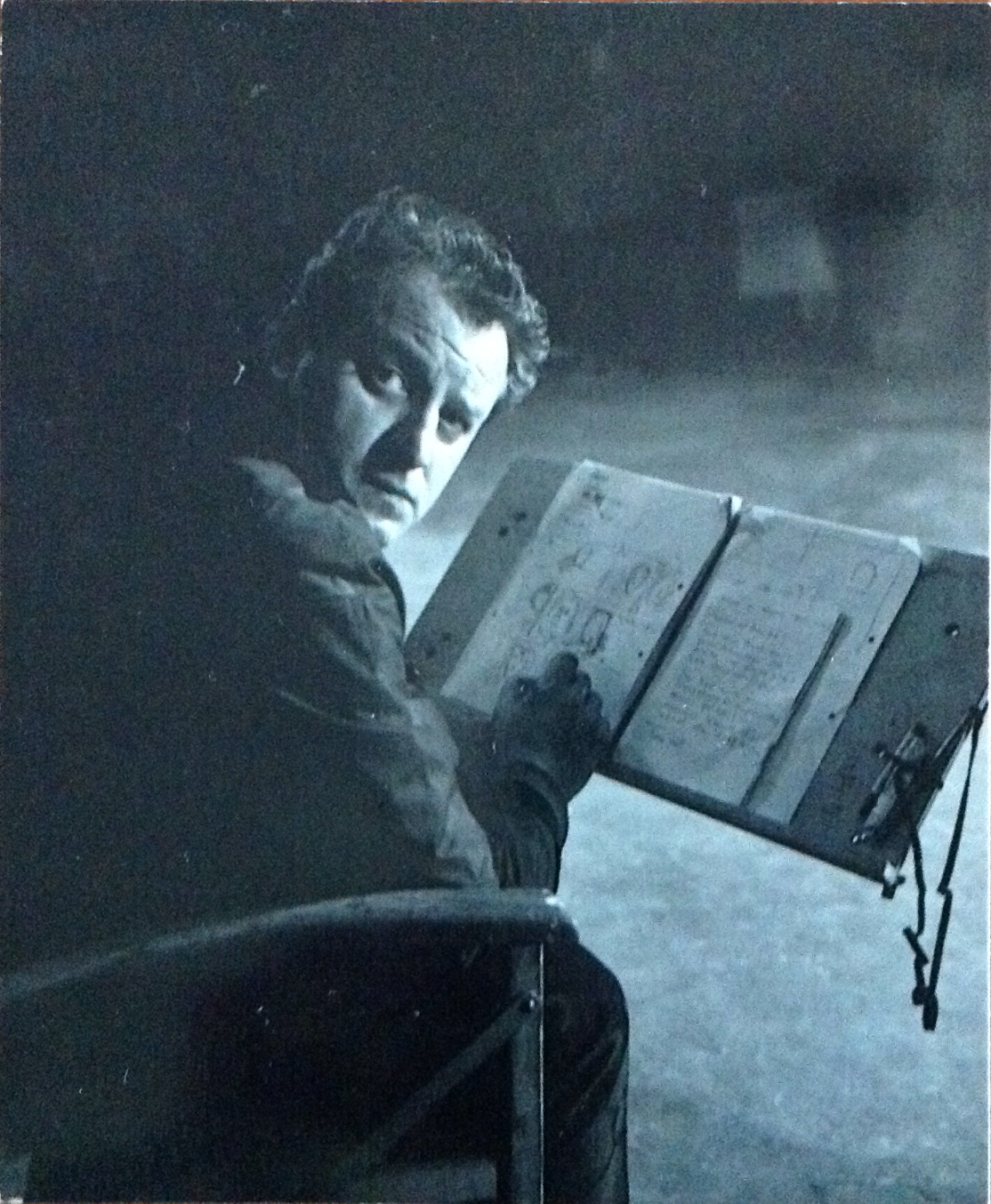
Fritz Umgelter in den frühen 1960er-Jahren

Fritz Umgelter (* 18. August 1922 in Stuttgart; † 9. Mai 1981 in Frankfurt am Main) war ein deutscher Film- und Fernsehregisseur. Vor seiner Regiekarriere arbeitete er auch als Schauspieler und Bühnenbildner.

## Leben
Fritz Umgelter begann als Schauspieler am Wiesbadener Staatstheater und nahm am Zweiten Weltkrieg teil. Danach studierte er Philologie in Straßburg, Tübingen und München. Er arbeitete zunächst als Bühnenbildner in Tübingen, dann als Theaterregisseur in Augsburg und Wiesbaden. Im Jahr 1953 erhielt er mit 31 Jahren eine Stelle als Regisseur beim Hessischen Rundfunk, wo er ab 1955 Leiter der Abteilung Fernsehspiel, Unterhaltung und Dokumente war.
Sein Kollege Walter Oehmichen, den er vom Augsburger Stadttheater kannte, arbeitete in Frankfurt als Regisseur und bewog ihn dazu, dort ebenfalls tätig zu werden. Da keine Aufzeichnungstechnik vorhanden war, inszenierte Fritz Umgelter in den Jahren 1953/54 acht Live-Sendungen der Augsburger Puppenkiste für den HR. Als freier Bühnen- und Fernsehregisseur war er in Augsburg, Wiesbaden, München und Wien tätig. Er war Mitglied der Deutschen Akademie der Darstellenden Künste. Sein Grab befindet sich auf dem Waldfriedhof Stuttgart. Sein schriftlicher Nachlass wird im Archiv der Akademie der Künste in Berlin verwahrt.

## Wirken
Umgelter führte Regie bei insgesamt sechs Kinofilmen. Während diese Filmregiearbeiten von der Kritik nicht besonders beachtet wurden, waren seine Regiearbeiten und Drehbücher für das Fernsehen, für das er über einhundert Arbeiten in unterschiedlichster Art in unterschiedlichen Genres ablieferte, gar als Fernsehereignisse wahrgenommen. Fritz Umgelter war Regisseur in zahlreichen Tatort-Folgen. Außerdem führte er Regie in der aufwändigen und auch international beachteten Serie Der Winter, der ein Sommer war (1976) über das Eingreifen deutscher Zwangssöldner im Amerikanischen Unabhängigkeitskrieg. Seine letzte Regiearbeit waren sechs Folgen für die ZDF-Reihe Das Traumschiff (1981).

## Filmografie (Auswahl)
- 1954: Der kleine Prinz (Fernsehfilm)
- 1954: Nicht zuhören, meine Damen! (Fernsehfilm)
- 1954/55: Wer gegen wen? (Spielshow mit Hans-Joachim Kulenkampff) (6 Sendungen)
- 1954/55: Kinderbücher für Erwachsene (Fernsehserie) (6 Folgen)
- 1955: Ein Phönix zuviel (Fernsehfilm)
- 1955: Die Zyklone (Fernsehfilm)
- 1955: Zehn Jahre deines Lebens (Fernsehdokumentation)
- 1955: Der Mann mit dem Zylinder (Fernsehfilm)
- 1955: Der Mörder (Fernsehfilm)
- 1955: Der hund im hirn (Fernsehfilm)
- 1955: Der Hund von Baskerville (Fernsehfilm, nach Arthur Conan Doyle)
- 1955: Held in unserer Zeit (Fernsehfilm)
- 1955: Der erste Ball (Fernsehfilm)
- 1955: Ein Volksfeind (Fernsehfilm)
- 1955: Molière spielt in Versailles (Fernsehfilm)
- 1956: Schiffchen zu 100 Francs (Fernsehfilm)
- 1956: Der Flüchtling (Fernsehfilm)
- 1956: Der Verräter (Fernsehfilm)
- 1956: Die letzte Patrouille? (Fernsehfilm)
- 1956: Das Spinnennetz (Fernsehfilm)
- 1956: Zwölftausend (Fernsehfilm)
- 1956: Zehn Jahre und drei Tage (Fernsehfilm)
- 1956: Öl und Champagner (Fernsehfilm)
- 1957: Die Panne (Fernsehfilm, nach der Erzählung von Friedrich Dürrenmatt)
- 1957: Montserrat (Fernsehfilm)
- 1957: Monsignores große Stunde (Fernsehfilm)
- 1957: Ganz groß in Kleinigkeiten (Fernsehfilm)
- 1957: Don Carlos (Fernsehfilm)
- 1958: Alle Sünden dieser Erde
- 1958: Mit Eva fing die Sünde an
- 1958: Wenn die Conny mit dem Peter
- 1959: So weit die Füße tragen (Fernseh-Mehrteiler)
- 1959: Die Räuber (Fernsehfilm)
- 1959: Das mittlere Fenster (Fernsehfilm)
- 1960: Am grünen Strand der Spree (Fernseh-Mehrteiler)
- 1960: Gericht über Las Casas (Fernsehfilm)
- 1960: Der Mann, der Donnerstag war (Fernsehfilm)
- 1961: Prinz Friedrich von Homburg (Fernsehfilm)
- 1961: Die Journalisten (Fernsehfilm)
- 1961: Nur der Wind
- 1962: The Bellboy & The Playgirls (Adaption von Mit Eva fing die Sünde an, 1958)
- 1962: Wer einmal aus dem Blechnapf frißt (Fernseh-Mehrteiler)
- 1962: Montserrat (Fernsehfilm)
- 1962: Und Pippa tanzt! (Fernsehfilm)
- 1963: Der Belagerungszustand (Fernsehfilm)
- 1963: Dantons Tod, zusammen mit Artur Müller (Fernsehfilm, nach dem Drama von Georg Büchner)
- 1963: Die Abrechnung (Fernsehfilm)
- 1963: Freundschaftsspiel (Fernsehfilm)
- 1963: Der schlechte Soldat Smith (Fernsehfilm)
- 1963: Den Tod in der Hand (Fernsehfilm)
- 1964: Teufelsspur (Fernsehfilm)
- 1964: Der Traum des Eroberers (Fernsehfilm)
- 1964: König Richard III (Fernsehfilm)
- 1964: Tom und seine Söhne (Fernsehfilm)
- 1964: Bei Tag und Nacht (Fernsehfilm)
- 1964: Die Physiker (Fernsehfilm)
- 1965: Nachtfahrt (Fernsehfilm)
- 1965: Der Sündenbock (Fernsehfilm)
- 1965: Schüsse aus dem Geigenkasten
- 1966: Nur einer wird leben (Fernsehfilm)
- 1967: Eine Handvoll Helden
- 1967: Bratkartoffeln inbegriffen (Fernsehfilm)
- 1967: Nobile (Fernsehserie)
- 1969: Der Tanz des Sergeanten Musgrave (Fernsehfilm)
- 1969: Epitaph für einen König (Fernsehfilm)
- 1969: Rebellion der Verlorenen (Fernseh-Dreiteiler)
- 1970: Sessel zwischen Stühlen (Fernsehfilm)
- 1970: Wie eine Träne im Ozean (Fernsehfilm, nach der Romantrilogie von Manès Sperber)
- 1970/71: Elsa Brändström: Stationen eines ungewöhnlichen Lebens (Fernsehfilm)
- 1971: Arsène Lupin (Fernsehserie)
- 1972: Merkwürdige Geschichten (Fernsehserie, 13 Folgen)
- 1973: Die merkwürdige Lebensgeschichte des Friedrich Freiherrn von der Trenck (Fernseh-Mehrteiler)
- 1973: Der Vorgang (Fernsehfilm)
- 1974: Im Vorhof der Wahrheit (Fernsehfilm)
- 1975: Die unfreiwilligen Reisen des Moritz August Benjowski (Fernseh-Mehrteiler)
- 1975: Tatort: Die Rechnung wird nachgereicht (Fernsehfilm)
- 1975: Des Christoffel von Grimmelshausen abenteuerlicher Simplizissimus (Fernseh-Mehrteiler)
- 1976: Tatort: Zwei Flugkarten nach Rio (Fernsehfilm)
- 1976: Der Winter, der ein Sommer war (Fernseh-Mehrteiler)
- 1976: Ein Badeunfall (Fernsehfilm)
- 1977: Tatort: Flieder für Jaczek (Fernsehfilm)
- 1977: Tatort: Feuerzauber (Fernsehfilm)
- 1979: Die Rote Zora und ihre Bande (Fernsehserie)
- 1979: Revolution in Frankfurt (Fernsehfilm)
- 1980: Die Weber (Fernsehfilm)
- 1981: Tatort: Schattenboxen (Fernsehfilm)
- 1981: Im Schlaraffenland. Ein Roman unter feinen Leuten (Fernsehfilm)
- 1981–1982: Das Traumschiff (Fernsehfilmreihe, 6 Folgen)

## Hörspiele
Als Sprecher:
- 1947: Der Hauptmann von Köpenick – Regie: Alfred Vohrer
- 1955: Hesselbach GmbH; 14. Folge: Der Anbau – Regie: Karlheinz Schilling

## Auszeichnung
Im Jahr 1967 wurde er mit dem Fernsehfilmpreis für die beste Regie in Bratkartoffeln inbegriffen ausgezeichnet.
1971 erhielt er beim Adolf-Grimme-Preis den Preis der Landesregierung Nordrhein-Westfalen für die Regie von Wie eine Träne im Ozean.